# Teodor Wickerhauser
Teodor Wickerhauser (Zagreb, 1858. – Zagreb, 1946.), hrvatski liječnik kirurg i ginekolog
Rođen u Zagrebu. Završio je Klasičnu gimnaziju u Zagrebu 1877. godine. Jedan je od osnivača Medicinskog fakulteta u Zagrebu. Specijalizirao se za abdominalnu kirurgiju. Područje kojim se osobito bavio bili su problemi proizašli iz anestezije. Bavio se i ginekologijom. Od 1890. do 1914. godine bio je predstojnik Bolnice Milosrdnih sestara. Kod Wickerhausera kirurgiju su izučili Miroslav Čačković i Franjo Durst.